# ليه سورينسن
ليه سورينسن (بالدنماركية: Lis Sørensen)‏ هي مغنية وملحنة دنماركية، ولدت في 28 مايو 1955 في Brabrand ‏ في الدنمارك.

## وصلات خارجية
- الموقع الرسمي
- ليه سورينسن على موقع IMDb (الإنجليزية)
- ليه سورينسن على موقع ميوزك برينز (الإنجليزية)
- ليه سورينسن على موقع أول ميوزيك (الإنجليزية)
- ليه سورينسن على موقع ديسكوغز (الإنجليزية)